# Liste der Staatsoberhäupter 17 v. Chr.
Übersicht
◄◄ | ◄ | 21 v. Chr. | 20 v. Chr. | 19 v. Chr. | 18 v. Chr. | Liste der Staatsoberhäupter 17 v. Chr. | 16 v. Chr. | 15 v. Chr. | 14 v. Chr. | 13 v. Chr. | ► | ►►

Weitere Ereignisse

## Afrika
- Mauretanien
  - König: Juba II. (25 v. Chr.–23)

## Asien
- Armenien
  - König: Tigranes III. (20–8 v. Chr.)

- Charakene
  - König: Attambelos II. (17/16 v. Chr.–8/9)

- China
  - Kaiser: Han Chengdi (33–7 v. Chr.)

- Iberien (Kartlien)
  - König: Arschak II. (20 v. Chr.–1)

- Indien
  - Indo-Griechisches Reich
    - König: Straton II. (25 v. Chr.–10)

  - Indo-Skythisches Königreich
    - König: Azes II. (35–12 v. Chr.)

  - Shatavahana
    - König: Svatisena Svatikarna (26–16 v. Chr.)

- Japan (Legendäre Kaiser)
  - Kaiser: Suinin (29 v. Chr.–70)

- Judäa
  - König: Herodes der Große (39–4 v. Chr.)
  - Vorsitzender des Hohen Rates: Hillel der Ältere (31 v. Chr.–9)
  - Hohenpriester: Simon ben Boethos (23–5 v. Chr.)

- Kappadokien
  - König: Archelaos (36 v. Chr.–17)

- Kommagene
  - König: Mithridates III. (20–12 v. Chr.)

- Korea
  - Baekje
    - König: Onjo (18 v. Chr.–29)

  - Dongbuyeo
    - König: Geumwa (48–7 v. Chr.)

  - Goguryeo
    - König: Yurimyeong (19 v. Chr.–18)

  - Silla
    - König: Bak Hyeokgeose Geoseogan (57 v. Chr.–4)

- Nabataea
  - König: Obodas III. (28–9 v. Chr.)

- Osrhoene
  - König: Ma’nu III. (23–4 v. Chr.)

- Partherreich
  - Schah (Großkönig): Phraates IV. (38–2 v. Chr.)

- Pontos
  - König: Polemon I. (37–8 v. Chr.)

## Europa
- Bosporanisches Reich
  - Königin: Dynamis (20 v. Chr.–8)

- Britannien
  - Catuvellaunen
    - König von Catuvellauni: Tasciovanus (20 v. Chr.–9)

  - Atrebaten
    - König von Atrebates: Tincomarus (20 v. Chr.–7)

- Odrysisches Königreich
  - König: Rhescuporis II. (18–11 v. Chr.)
  - König: Rhoematalces I. (Abdera-Linie) (31 v. Chr.–12)

- Römisches Reich
  - Kaiser: Augustus (27 v. Chr.–14)
    - Konsul: Gaius Furnius (17 v. Chr.)
    - Konsul: Gaius Iunius Silanus (17 v. Chr.)